# Annales Vetustissimi
Annales Vetustissimi (del latín: Anales más antiguos) también Forni annalli, Forniannáll, o Forni annill, es uno de los manuscritos medievales islandeses. Fue escrito hacia el siglo XIV, su contenido abarca desde el nacimiento de Jesucristo hasta el año 1318. Se conserva como manuscrito AM 415 4.º (c. 1310). A partir de 1285 coincide con Flateyjarannáll en una entrada que se ha interpretado como una clara referencia a tierras americanas.